# إل باراكو
بلدية إل باراكو (بالإسبانية: El Barraco) هي بلدية تقع في مقاطعة آبلة التابعة لمنطقة قشتالة وليون وسط إسبانيا.

## الديموغرافيا
يبلغ عدد سكان بلدية إل باراكو 2.077 نسمة عام 2011 (وفقاً للمعهد الوطني للإحصاء الإسباني).
| 2.010 | 2.019 | 2.053 | 2.109 | 2.156 | 2.152 | 2.077 |

## أعلام
- أنخيل أرويو
- خوسيه ماريا خيمينيز